# Holte Ride-Klub
Holte Ride-Klub blev stiftet den 13. maj 1936 og er en af landets største rideklubber med ca. 900 medlemmer. HRK drives i dag som en selvejende institution, og har på ridecentret opstaldet ca. 150 heste.
Klubben er medlem af Dansk Ride Forbund.